# Austin (album)
Az Austin (stilizálva: AUSTIN) Post Malone amerikai énekes és rapper ötödik stúdióalbuma, ami 2023. július 28-án jelent meg a Republic Records és a Universal Music Group kiadásában. Az előadó első lemeze, amin egyetlen közreműködő előadó se szerepelt.
Az albumról három kislemez jelent meg, a Chemical, a Mourning és az Overdrive.

## Háttér
2023. május 15-én az előadó megosztott egy videót Instagramon, amiben bejelentette a lemezt: „El akartam nektek mondani, hogy nyáron, július 28-án fog megjelenni egy új albumom. A címe Austin.” Az album az előadó születési nevét viseli. A bejelentésben arra is utalt, hogy az album különbözni fog első lemezeitől stílusát tekintve, sokkal inkább a Twelve Carat Toothache hangzásához hasonlítva. Az énekes megosztotta, hogy minden dalon gitározott az albumon, szórakoztatónak nevezte a felvételek folyamatát. Azt nyilatkozta, hogy a „legnehezebb, de legkielégítőbb” zeneírási procedúra volt. 2023. június 26-án megosztott egy 30 másodperces részletet a Something Real című számból, az album dallistájával együtt.

## Népszerűsítés
Az album népszerűsítésére három kislemez jelent meg, a Chemical, a Mourning és az Overdrive. A Chemical kiadására 2023. április 14-én került sor, a The Diamond Collection válogatásalbum részeként, ami Post Malone gyémántlemez minősítésű dalait ünnepelte. A Mourning 2023. május 19-én jelent meg, az Overdrive pedig július 14-én.
Az előadó megosztotta, hogy turnézni fog Észak-Amerikában a lemez megjelenése után, a turné az If Y’all Weren’t Here, I’d Be Crying nevet viselte.

## Számlista
| 1.  | Don’t Understand | Austin Post Louis Bell Andrew Wotman | Post Malone Louis Bell Andrew Watt      | 3:03 |
| 2.  | Something Real   | Post Bell Wotman Billy Walsh         | Bell Malone Watt                        | 3:25 |
| 3.  | Chemical         | Post Bell Wotman Walsh               | Bell Malone Watt                        | 3:04 |
| 4.  | Novacandy        | Post Bell Wotman Walsh               | Bell Malone Watt                        | 3:17 |
| 5.  | Mourning         | Post Bell Watt                       | Bell Malone Watt                        | 2:28 |
| 6.  | Too Cool to Die  | Post Bell Wotman Walsh               | Bell Malone Watt                        | 3:25 |
| 7.  | Sign Me Up       | Post Bell Rami Yacoub Wotman Walsh   | Bell Malone Max Martin Rami Yacoub Watt | 3:19 |
| 8.  | Socialite        | Post Bell Wotman Walsh               | Bell Malone Watt                        | 3:20 |
| 9.  | Overdrive        | Post Bell Wotman Walsh               | Bell Malone Watt                        | 2:28 |
| 10. | Speedometer      | Post Bell Wotman                     | Bell Malone Watt                        | 2:42 |
| 11. | Hold My Breath   | Post Bell Wotman                     | Bell Malone Watt                        | 3:29 |
| 12. | Enough Is Enough | Post Bell Martin Yacoub Walsh        | Bell Malone Watt                        | 2:45 |
| 13. | Texas Tea        | Post Bell Yacoub Walsh               | Bell Malone Watt                        | 2:20 |
| 14. | Buyer Beware     | Post Bell Wotman                     | Bell Malone Watt                        | 2:53 |
| 15. | Landmine         | Post Bell Wotman                     | Bell Malone Watt                        | 3:05 |
| 16. | Green Thumb      | Post Bell Wotman                     | Bell Malone Watt                        | 2:39 |
| 17. | Laugh It Off     | Post Bell Wotman                     | Bell Malone Watt                        | 4:06 |

| Austin – Deluxe | Austin – Deluxe | Austin – Deluxe  | Austin – Deluxe  | Austin – Deluxe | Austin – Deluxe | Austin – Deluxe | Austin – Deluxe | Austin – Deluxe | Austin – Deluxe |
|                 | Cím             | Szerző(k)        | Producer(ek)     | Hossz           |                 |                 |                 |                 |                 |
| --------------- | --------------- | ---------------- | ---------------- | --------------- | --------------- | --------------- | --------------- | --------------- | --------------- |
| 18.             | Joy             | Post Bell Wotman | Bell Malone Watt | 4:47            |                 |                 |                 |                 |                 |
| 56:14           |                 |                  |                  |                 |                 |                 |                 |                 |                 |

## Közreműködők
Zenészek
| - Post Malone – vokál, gitár (összes); dobok (3, 7, 12, 15), tamburin (3), programozás (4, 6), dob-programozás (5), zongora (8, 15), basszusgitár (12) - Louis Bell – programozás (összes), zongora (1–6, 8–11, 14, 15, 17, 18), dob-programozás (2, 3, 5–10, 12–15, 17, 18), basszus-programozás (2, 4–10, 12–14, 17, 18), billentyűk (2–10, 12–14, 17, 18) - Andrew Watt – gitár (1–6, 8–11, 14–17), basszusgitár (1, 3, 6, 8–11, 14, 17, 18), dobok (2–4, 6, 8–11, 14, 17, 18), billentyűk (3), programozás (4, 17, 18), zongora (10) - David Campbell – vonós hangszerelés (1, 9, 11), karmester (11) - Paula Hochhalter – hegedű (1), cselló (9, 11) - Josefina Vergara – hegedű (1) - Tammy Hatwan – hegedű (1) - Mick Jagger – maracas (3) - Max Martin – gitár, zongora (7, 12); basszusgitár (7), billentyűk (12) | - Rami Yacoub – basszusgitár (7), gitár (13) - Jacob Braun – cselló (9, 11) - Rodney Wirtz – brácsa (9, 11) - Linnea Powell – brácsa (9, 11) - Luke Maurer – brácsa (9, 11) - Songa Lee – hegedű (9, 11) - Sara Parkins – hegedű (9, 11) - Philip Vaiman – hegedű (9, 11) - Neil Samples – hegedű (9, 11) - Michele Richards – hegedű (9, 11) - Joel Pargman – hegedű (9, 11) - Mario De Leon – hegedű (9, 11) - Charlie Bisharat – hegedű (9, 11) |

Utómunka
- Mike Bozzi – maszterelés
- Mark Stent – keverés
- Marco Sonzini – hangmérnök (1–4, 6, 8–11, 14–18)
- Paul Lamalfa – hangmérnök (1–4, 6, 8–11, 14–18)
- Louis Bell – hangmérnök (4, 5, 7, 12, 13, 15)
- Jed Jones – hangmérnök (13, 15), asszisztens hangmérnök (2, 3, 6, 8, 9)
- Joe Dougherty – asszisztens hangmérnök (1, 2, 10, 11, 14, 16, 17, 18)
- Braden Bursteen – asszisztens hangmérnök (2, 4, 15)
- Tommy Turner – asszisztens hangmérnök (2, 4, 15)
- Kelsey Porter – asszisztens hangmérnök (14, 17, 18)

## Slágerlisták
| Slágerlista (2023)                         | Legmagasabb pozíció |
| ------------------------------------------ | ------------------- |
| Ausztrália (ARIA Albums)                   | 2                   |
| Ausztrália (ARIA Hip Hop/R&B Albums)       | 2                   |
| Ausztria (Ö3 Austria Top 40)               | 3                   |
| Belgium (Ultratop Flandria)                | 5                   |
| Belgium (Ultratop Vallónia)                | 7                   |
| Dánia (Hitlisten Album Top 40)             | 3                   |
| Egyesült Királyság (UK Albums Chart)       | 3                   |
| Egyesült Királyság (Scottish Albums)       | 7                   |
| Franciaország (SNEP Album Top 100)         | 10                  |
| Hollandia (Dutch Charts Album Top 100)     | 2                   |
| Izland (Plötutíðindi)                      | 4                   |
| Írország (IRMA)                            | 2                   |
| Japán (Oricon Digital Albums)              | 22                  |
| Japán (Billboard Japan Hot Albums)         | 63                  |
| Kanada (Billboard Canadian Albums Chart)   | 4                   |
| Litvánia (AGATA)                           | 11                  |
| Magyarország (MAHASZ Top 40 albumlista)    | 16                  |
| Németország (Offizielle Top 100)           | 4                   |
| Norvégia (VG-lista Album Top 40)           | 2                   |
| Olaszország (FIMI)                         | 8                   |
| Spanyolország (PROMUSICAE Top 100 Álbumes) | 18                  |
| Svájc (Schweizer Hitparade Top 100 Albums) | 2                   |
| Svédország (Sverigetopplistan)             | 3                   |
| USA Billboard 200                          | 2                   |
| USA Top Alternative Albums (Billboard)     | 1                   |
| Új-Zéland (RMNZ)                           | 3                   |